# F-blocket

F-blocket är senapsgult

F-blocket är en grupp av grundämnen där elektronerna med högst energi finns i f-orbitaler i grundtillståndet. F-element i periodiska systemets sjätte period kallas lantanider och de i period 7 kallas aktinider. Dessa grundämnen brukar redovisas i två rader under huvuddelen av det periodiska systemet.